# 529 Preziosa
529 Preziosa
529 Preziosa là một tiểu hành tinh ở vành đai chính, thuộc nhóm tiểu hành tinh Eos. Nó được Max Wolf phát hiện ngày 20.3.1904 ở Heidelberg và được đặt theo tên Preziosa, nhân vật trong truyện ngắn La Gitanilla của Miguel de Cervantes.